# Tal vez (canción de Ricky Martin)
«Tal vez» es el título de una balada interpretada por el artista puertorriqueño-estadounidense Ricky Martin, se incluyó en su séptimo álbum de estudio y quinto realizado en español, Almas del silencio (2003). La canción fue escrita por el cantautor ítalo-venezolano Franco De Vita, con la producción musical del el también cantautor, músico y productor musical puertorriqueño Tommy Torres. Las compañías discográficas Sony Discos y Columbia Records la lanzaron el 24 de marzo de 2003 en los Estados Unidos e Hispanoamérica como el sencillo principal del mencionado álbum.

## Video musical
El video musical, dirigido por Kacho López y Carlos Pérez, se emitió en abril de 2003. [cita requerida]

## Rendimiento del gráfico
Tal vez debutó en el número uno de los Hot Latin Tracks de la revista Billboard de Estados Unidos y pasó once semanas en la cima [cita requerida]. También pasó trece semanas en la cima de Latin Pop Airplay alcanzando el puesto número uno en las Tropical Songs durante una semana. «Tal vez» alcanzó el número setenta y cuatro en el Billboard Hot 100 , gracias a su posición setenta y tres en el Hot 100 Airplay [cita requerida].

## Premios
Tal vez fue nominado para un Premio Grammy Latino por Canción del Año en los Latin Grammy Awards de 2003 . Ganó la Canción Latina del Año de Hot Latin y la canción del año de Latin Pop Airplay, en los Premios Latin Billboard Music de 2004 [cita requerida].

## Premios y nominaciones
| Año  | Ceremonia                    | Premio                        | Resultado |
| ---- | ---------------------------- | ----------------------------- | --------- |
| 2003 | Premios Tu Música            | Mejor canción                 | Ganador   |
| 2003 | Premios de la Gente          | Video del año                 | Ganador   |
| 2003 | Latin Grammy Awards          | Canción del año               | Nominado  |
| 2004 | Lo Nuestro Awards            | Canción Pop Del Año           | Nominado  |
| 2004 | Latin Billboard Music Awards | Pista latina caliente del año | Ganador   |
| 2004 | Latin Billboard Music Awards | Pista de Pop latino del año   | Ganador   |
| 2004 | ASCAP Latin Awards           | Pista de Pop latino del año   | Ganador   |